# Иван Карев
Иван Стоянов Карев е български художник и сценограф.

## Биография
Роден е в Пловдив през 1960 г. Завършва НГ за сценични и екранни изкуства в Пловдив през 1979 г. През 1987 г. завършва с магистърска степен специалност „Сценография“ в Националната художествена академия, София. Има магистърска степен и по арт мениджмънт от Академията за музикално, танцово и изобразително изкуство „Проф. Асен Диамандиев“ в Пловдив от 2018 г.
Член е на Съюза на българските художници.
Съосновател на арт група „АТЕЛИЕ 29“. Работи като щатен сценограф в Драматичния театър „Димитър Димов“, Кърджали (1987 – 1995), щатен сценограф в Драматичен театър „Сълза и смях“, София (1995 – 1997), заместник-директор в Драматично-куклен театър „Константин Величков“, Пазарджик (1998 – 2019) и сценограф на свободна практика.

## Творчество

### Сценографски реализации в България
Иван Карев има повече от 100 сценографски реализации в театрите в България, сред които
- „Рейс“, Станислав Стратиев, реж. Ст. Генов, ДТ „Д. Димов“, Кърджали, 1987
- „Антигона“, Жан Ануи, реж. Д. Игнатов, ДТ „Д. Димов“, Кърджали, 1987
- „Любовни булеварди“, Стефан Цанев, реж. Б. Панкин, ДТ „Д. Димов“, 1988
- „Пред зейналия гроб“, Антонио Валиехо, реж. Д. Игнатов, ДТ „Д. Димов“, 1988
- „Мандат“, Николай Ердман, реж. Д. Игнатов, ДТ „Д. Димов“, 1991
- „Щастлив случай“, Славомир Мрожек, реж. Д. Игнатов, ДТ „Д. Димов“, 1991
- „Сдружени убийци“, Робер Тома, реж. Ст. Генов, ДТ Кърджали, 1991
- „Капан на смъртта“, Айра Левин, реж. Ст. Генов, ДТ „Д. Димов“, 1992
- „Черна дупка“, Г. Стефановски, реж. Н. Делчев, Учебен театър НАТФИЗ, София, 1993
- „Хоровод“, Артур Шницлер, реж. Вл. Александров, ДТ „К. Величков“, Пазарджик, 1993
- „Изобретателната влюбена“, Лопе де Вега, реж. Ст. Генов, ДТ „Д. Димов“, 1993
- „Хиляда метра над морето“, Петър Маринков, реж. Ст. Генов, ДТ „Д. Димов“, 1993
- „Севилският бръснар“ от Пиер дьо Бомарше, реж. Ст. Генов, ДТ „Д. Димов“, 1993
- „Криворазбраната цивилизация“, Добри Войников, реж. Вл. Александров, Театър „Възраждане“, София, 1994[4]
- „Семейство Тот“, Ищван Йоркени, реж. Г. Кайцанов, ДТ „Д. Димов“, Кърджали, 1994
- „Тъжната крава и нежният бик“, Константин Соколов, реж. Д. Игнатов, ДТ „Д. Димов“, Кърджали, 1995[5]
- „Вишнева градина“, А. П. Чехов, реж. Вл. Александров, ДТ „Сълза и смях“, София, 1995
- „Боровинкова тишина“, Яна Добрева, реж. проф. Гриша Островски, Театър „Сълза и смях“, София, 1995
- „Довиждане до другия живот“, Недялко Йорданов, реж. Б. Панкин, Театър „Сълза и смях“, 1996
- „Службогонци“, Иван Вазов, реж. Вл. Александров, Сатиричен театър, София, 1999
- „Задният двор“, Билгесу Еренус, реж. Искендер Алтън, ДКТ „К. Величков“, Пазарджик, 2001
- „Любовникът“, Харолд Пинтър, реж. Д. Цолов, ДТ Стара Загора, 2002
- „Десетте минути на хер Войцек“, Георг Бюхнер, реж. Вл.Александров, ДКТ „К. Величков“, Пазарджик, 2003
- „Трима на люлката“, реж. Емре Боздуган, ДКТ „К. Величков“,
- „Паметта на Водата“, Шийла Стивънсън, реж. проф. Кр. Спасов, ДТ Пазарджик, 2005
- „Шемет“, Ървин Уелш, реж. Д. Игнатов, ДТ „Д. Димов“, 2006
- „Вражалец“, Ст. Л. Костов, реж. Г. Стоилов, ДКТ „К. Величков“, Пазарджик, 2006[6]
- „Хамлет“, Шекспир, реж. Д. Игнатов, ДТ „Д. Димов“, Кърджали, 2008
- „Горката Франция“, Жан Ко, реж. Н. Калчев, ДКТ „К. Величков“
- „Престъпление и наказание“, по Достоевски, реж. Вл. Александров, Народен театър „Иван Вазов“, 2009[7]
- „Таванът“, Емил Бонев, реж. Вл. Александров, ДКТ Пазарджик, 2010
- „Великденско вино“, Константин Илиев, реж. Константин Илиев, ДКТ Пазарджик, 2012[8]
- „Големанов“, Ст. Л. Костов, Вл. Александров, ДКТ Пазарджик, 2013[9]
- „Мъже под чехъл“, Миро Гавран, реж. Владлен Александров, ДКТ „Константин Величков“ Пазарджик, 2013[10]
- „Червено“, Джон Лоугън, реж. Вл. Александров, Театър 199, София, 2014[11][12]
- „Одисей пътува за Итака“, Константин Илиев, реж. Вл. Александров, ДКТ Пазарджик, 2016[13]
- „Лейтенантът от Инишмор“, Мартин Макдона, реж. Ас. Блатечки, ДКТ Пазарджик, 2018[14]
- „Непоправимо“, Щефан Фьогел, реж. Вл. Александров, Драматичен театър Сливен, 2019[15]
- „Перфектната сватба“, Робин Хоудън, реж. Вл. Александров, ДТ „Д. Димов“, Кърджали, 2019
- „Сестра Анжелика“ и „Джани Скики“, Джакомо Пучини, реж. Дейл Морхаус, Varna International Music Academy, 2019
- „Така правят всички“, Моцарт, реж. Ерик Гибсън, диригент Грегъри Бухалтер, Varna International Music Academy, 2019
- "Елате ни вижте", Кирил Топалов, реж. Владлен Александров, ДКТ Плевен, 2023

### Сценографски реализации в Швеция[16]
- „Мурлин Мурло“, от Н. Коляда, 1999, реж. Ж. Сантрач, Театър Калейдоскоп, Малмьо, съвместна с Весела Статкова
- „Семейни истории“ от Б. Срблянович, 2001, реж. Ж. Сантрач, Театър Калейдоскоп, Малмьо, съвместна с Весела Статкова

### Сценографски реализации в Македония
- „Йонадав“, Питър Шафър, реж. Вл. Александров, Народен Театър, Щип, 2005
- „Нирвана“, Констонтин Илиев, реж. Вл. Александров, Народен Театър, Щип, 2006
- „Жената като бойно поле“, Матей Вишниек, реж. Вл. Александров, Драмски театър, Скопие, 2009
- „Геноцид 21“, Любиша Георгиевски, реж. Вл. Александров, Драмски театър, Скопие, 2011

### Участия в изложби
- Всички национални експозиции за сценография след 1987
- Международно квадриенале на сценографията в Прага – 1987/1995/1999/2003/2007/2011[17]/2015/2023
- в изложбите и пърформансите на „Ателие 29“ в София, Варна и Сливен
- в изложби на сдружение „Изкуството днес“ в Баня Старинна в Пловдив:
  - Седмица на съвременното изкуство – 1995;
  - Арт Позитив – 2005;
  - „Сладко“/ Е4000 – 2009;
  - „Аналогографоскоп“ – 2013;
  - „Направо ме убиваш“ – 2014;
  - „Не ми пука“ – 2016;
  - "Не това" - 2022 и др.
- „Дишай“ – самостоятелна изложба в галерия „Резонанс“, Пловдив, 2016

## Награди
- 1988 – награда за Сценография на Съюза на артистите в България за „Рейс“ от Станислав Стратиев, Драматичен театър „Димитър Димов“, Кърджали

## Други
- 1995 – Архитект на Националния павилион на България на Международното квадриенале на сценографията в Прага, Чехия
- 2011 – Арт-мениджър на Националния павилион на България на Международното квадриенале на сценографията в Прага, Чехия[18]